# Retábulo de Monforte
O Retábulo de Monforte é uma pintura a óleo sobre carvalho do pintor flamengo Hugo van der Goes, datada de 1470. A pintura, que se encontra na Gemäldegalerie, Berlim, mostra a Adoração dos Magos. O retábulo era a parte central de um tríptico com partes móveis que se encontram desaparecidas; é provável que fossem pintadas em ambos os lados, dada a existência de dobradiças na moldura original.Cópias mais antigas deste trabalho mostram a Natividade e a Circuncisão de Jesus nos painéis laterais. O painel central foi sujeito a uma redução de tamanho no topo.